# Радничка партија (Црна Гора)
Радничка партија (РП) је парламентарна политичка партија у Скупштини Црне Горе, члан је коалиције За будућност Црне Горе. Партију предводи Максим Вучинић, син дугогодишњег синдикалном лидера који је био посланик у Скупштини Црне Горе до своје смрти крајем 2019. године.